# Wladimir Gawrilowitsch Charitonow
Wladimir Gawrilowitsch Charitonow (russisch Владимир Гаврилович Харитонов, wiss. Transliteration Vladimir Gavrilovič Charitonov; geb. 24. Juni 1920 in Moskau; gest. 14. August 1981) war ein sowjetischer Dichter und Liedermacher.

## Leben
Er war Frontkämpfer im Großen  Vaterländischen Krieg, studierte am Institut für Internationale Beziehungen (1946–48) und am Maxim-Gorki-Literaturinstitut  (1950) in Moskau.
Charitonow schrieb über 1000 Lieder und arbeitete mit verschiedenen Komponisten zusammen. Er ist der Dichter des bekannten Liedes Den' Pobedy (russisch День Победы, wiss. Transliteration Den' Pobedy „Der Tag des Sieges“), das von Dawid Fjodorowitsch Tuchmanow vertont wurde. Ein anderes in Russland bekanntes Lied von ihm ist beispielsweise Letni wetscher (russisch Летний вечер, wiss. Transliteration Letnij večer; „Sommerabend“).
Für sein Schaffen erhielt er verschiedene renommierte Auszeichnungen. Er ist auf dem Kunzewoer Friedhof begraben.

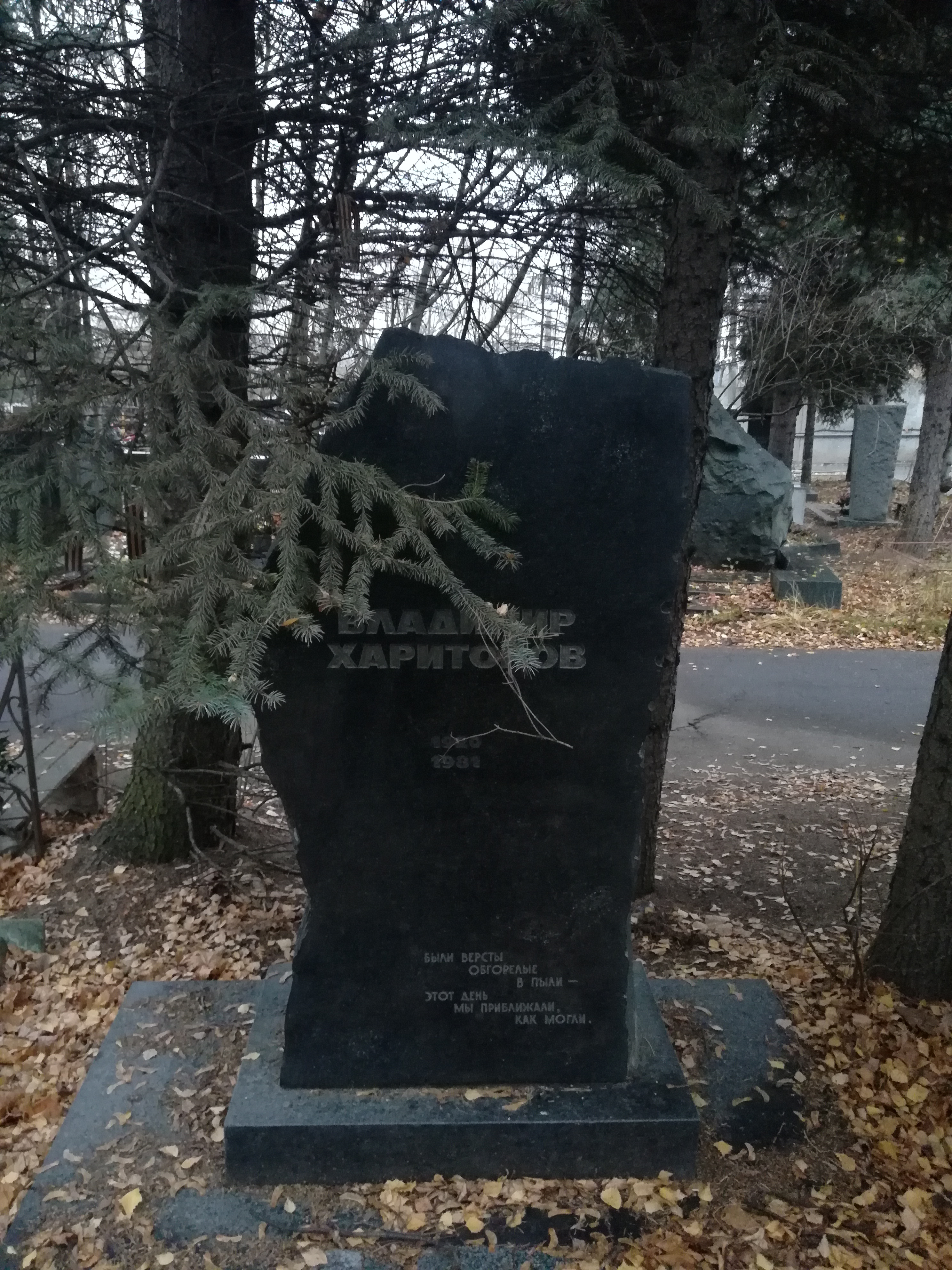
Grab auf dem Kunzewoer Friedhof

## Publikationen
- Харитонов В. Г. Глоток солнца: стихи. — М.: «Моск. рабочий». — 158 с.
- Харитонов В. Г. Запомни всё хорошее: Стихи, песни, пародии. — М.: «Моск. рабочий», 1963. — 247 с.
- Харитонов В. Г. Стихи и песни. — М.: Воениздат, 1965. — 120 с.
- Харитонов В. Г. День рождения. — М., 1970.
- Харитонов В. Г. Суровая доверчивая Русь: стихи / [Ил.: А. В. Озеревская]. — М.: «Сов. Россия», 1973. — 207 с.
- Харитонов В. Г. Стихи и песни. — М.: «Художественная литература», 1975. — 240 с.
- Харитонов В. Г. Записка в патроне. Стихи и песни. — М.: Воениздат, 1976. — 240 с.